# Ana Calzavara
Ana Calzavara (8 de Julho de 1971) é uma artista plástica brasileira.
Seu trabalho percorre um amplo espectro de linguagens entre a pintura, gravura, desenho, fotografia e vídeo abordando temas relativos à concepção do espaço e suas ambiguidades. Sobreposições, recortes, espelhamentos, transparências, reflexos, imagens imprecisas e difusas percebidas em torno da paisagem constituem seu território empírico e fonte básica da experiência artística.
Suas obras participam de acervos como do Museu do Douro em Portugal, Museu da Imagem e do Som de São Paulo, Centro Cultural de São Paulo, Museu de Arte Contemporânea do Rio Grande do Sul e Museu de Arte Contemporânea do Paraná.

## Carreira
Ana Calzavara nasceu em Campinas, São Paulo. Em 1992, graduou-se em Artes Visuais pela Universidade Estadual de Campinas. Posteriormente, pós-graduou-se em pintura pela Byam Shaw School of Art em Londres, Inglaterra, que, em 2003, foi incorporada à Central Saint Martins College of Arts and Design. Em 2006 e 2012, respectivamente, obteve mestrado e doutorado em Poéticas Visuais pela Escola de Comunicação e Artes da Universidade de São Paulo.
Com formação histórico-crítica complementar, Ana participou de oficinas de gravura no Museu Lasar Segall e no Museu de Arte Contemporânea, orientadas por Claudio Mubarac e Evandro Carlos Jardim. Frequentou também as aulas de Rodrigo Naves, Sônia Salzstein, Leon Kossovitch e Jorge Coli. Ana participou da fundação do Ateliê Piratininga, coletivo de artistas com o propósito de compartilhar espaço de trabalho, informação, ideias, projetos artísticos e educativos.
Em 2006, a artista realizou sua primeira exposição individual em São Paulo, Frestas no Museu da Imagem e do Som da cidade. Catorze fotografias apresentavam imagens realizadas a partir das caminhadas da artista pela cidade de São Paulo, mais precisamente na zona central, zona leste e Cidade Tiradentes. Em comum as fotografias traziam o olhar atento para as sutilezas cromáticas e contradições da ocupação do espaço urbano, sobretudo em lugares marcados pelo descaso e abandono, onde o acúmulo de tempo e matéria desconfigurada emprestaria às fachadas, muros e ruas, elementos de natureza pictórica
Em 2009, lançou a exposição Distâncias na Galeria Gravura, onde suas obras apresentavam uma narrativa ligada à ideia de percurso a partir de uma cartografia imaginária, explorando ângulos e variações de perspectiva na experiência com a paisagem. No mesmo ano, Ana participou do livro Lugar, Tempo, Olhar - Arte Brasileira na França Romântica, lançado na Pinacoteca do Estado de São Paulo por ocasião do ano da França no Brasil.
Em 2012, Ana apresentou a exposição O vento sopra onde quer  na Galeria Gravura. Nela, como o título sugere, desenvolve o conceito de escolha e acaso através de imagens de caminhos percorridos pela artista na fronteira entre a Argentina e o Chile, apresentados sob a forma de gravuras, desenhos e fotografias.
Em 2014, a artista lançou a exposição Pequenos Erros sem Importância. A mostra foi composta por fotografias e gravuras que remetiam à ideia da não-exatidão, da incerteza, e da possibilidade da falha como condição de potência criativa. A mostra foi composta por trabalhos sequenciais que propunham uma aparente repetição, mas, que, na verdade, evidenciavam um gesto não-mecânico, uma ode ao fazer artesanal. O visitante era levado, a partir dessas obras de caráter fragmentário, a rastrear desordens, ambiguidades e rupturas que acabavam por formar um sentido e um discreto diálogo entre si.
Em 2017, a artista lançou a exposição Um passo a mais e se desfaz na Galeria Virgílio. A mostra refletiu, mais uma vez, sobre os cenários cotidianos. Suas visões foram capturadas a partir de imagens fotográficas que haviam sido desprezadas, inicialmente, por sua imprecisão técnica. A partir desse dado, a artista construiu pinturas conferindo matéria, gesto e ritmo a essas paisagens que, ora estavam desfocadas, ora apresentadas como negativo fotográfico, instigando a percepção do observador ao promoverem diversas ambiguidades na leitura das imagens.
Neste mesmo ano de 2017, a Editora da USP lançou o livro Ana Calzavara: Entremeios. Foram apresentadas um total 165 obras representativas da produção até aquele momento intercaladas com textos da própria artista, entrevista, biografia e texto crítico de Cauê Alves.
Em 2020, ajudou a fundar o coletivo de artistas mulheres, a Gomagrupa. Ainda no mesmo ano, a artista exibiu suas obras na mostra intitulada Lusco-fusco, na Galeria Millan, em São Paulo. Como assinala o crítico da exposição, Guilherme Wisnik: "a ambiência de lusco-fusco, tão presente nessas pinturas, indica tanto a predominância tonal das composições, quanto a veladura que encobre a definição das coisas, tornando-as misteriosas". Mais uma vez, Ana leva o espectador ao limiar da legibilidade das imagens, como um convite para aguçar os olhos na tentativa de melhor decifrá-las.
Em 2022, a artista lançou Além do Horizonte sua primeira exposição individual na Galeria Marilia Razuk. Desta vez a mostra trouxe o atrito e a tensão entre duas ideias aparentemente opostas: o idílico e o vigiado. A concepção de uma natureza idílica, convida à contemplação em contraponto a um sistema rígido de controle. Utilizando múltiplos suportes – pinturas, impressões digitais e xilogravuras, a artista se valeu de imagens que compõem o imaginário humano da natureza intocada para colocá-la em contraposição com o modelo de hipervigilância característico da contemporaneidade.
Ainda em 2022 lançou a exposição Perguntar não amansa o coração na OÁ Galeria, em Vitória, Espírito Santo. Nela, apresentou dez obras derivadas de sua experiência na residência artística na Bogliasco Foundation, Itália, realizada alguns meses antes. A mostra foi concebida a partir de uma mesma imagem – um ramo de oliveira à beira-mar - apresentada em diferentes técnicas e linguagens artísticas, variando entre xilogravura, serigrafia, desenho, pintura e impressão digital. Ana convidou o espectador a rever a mesma (e outra) imagem inúmeras vezes com o intuito de que,  nessa insistência reiterada, sua atenção não se dispersasse e pudesse, ao contrário, orientar-se de forma a focar e aprofundar na apreensão da particularidade de cada imagem representada. Nas palavras da artista "gostaria que os trabalhos também fossem capazes de nos indagar sobre o que constitui uma imagem hoje". Portanto, o ato de fazer e refazer, longe de ser sinônimo de um procedimento padrão, revela, em suas obras, o desejo de criar imagens capazes de reverberar no interior e na memória de quem as vê.